# Se Eu Fosse Você (série)
Se Eu Fosse Você é uma série de televisão exibida pela Fox Brasil, baseado na franquia cinematográfica, Se Eu Fosse Você. A telessérie foi lançado no Rio de Janeiro, como uma estreia em 16 de outubro de 2013. A segunda temporada, porém, só ocorreu dois anos, estreando em 17 de julho de 2015.

## Produção
Assim destacando o produtor executivo Marcelo Guerra na pré-estreia.
| “ | Este é o projeto mais importante da Fox este ano, que vai investindo constantemente na produção nacional. O filme virou série e agora temos um elenco estelar, a direção do Paulo e o selo de qualidade da Total | ” |

## Elenco
- Heitor Martinez como Heitor
- Palomma Duarte como Clarice
- Bianca Rinaldi como Geovana
- Saulo Rodrigues como Toninho
- Maria Helena Chira como Raira
- Jarbas Homem de Mello como Tadeu
- Rosane Gofman como Teresa Mendonça (Tetê)
- Antônia Frering como Bárbara

## Participação Especial
| Atores             | Personagem      | Episódios     |
| 1ª Temporada       | 1ª Temporada    | 1ª Temporada  |
| ------------------ | --------------- | ------------- |
| Jorge Maya         | Pai de Santo    | 1.02          |
| Betty Lago         | Madame Suzai    | 1.03          |
| Marcos Breda       | Rogério         | 1.03          |
| Mariana Molina     | Andressa        | 1.03          |
| MV Bill            | Osvaldo Braga   | 1.03          |
| Alcemar Vieira     | Bernardo        | 1.06          |
| Gisele Fraga       | Denise          | 1.06          |
| Ana Paz            |                 | 1.07          |
| Mario José Paz     |                 | 1.07          |
| Carlos Sato        | Dr. Shang       | 1.07          |
| Joana Limaverde    |                 | 1.08          |
| Guilherme Oliveira | Marcos          | 1.08          |
| Munir Pedrosa      | Carlos          | 1.08          |
| Carol Roehrig      | Anna            | 1.08          |
| Jesus Luz          | Breno           | 1.09          |
| Daniela Guaraná    | Amanda          | 1.09          |
| Pablo Sanábio      | Lucas           | 1.09          |
| Paulo Carvalho     | Damião          | 1.11          |
| Ricardo Pavão      | Cosme           | 1.11          |
| Cecil Thiré        | Sr. Albuquerque | 1.12          |
| Fernando Roncato   | Marcelo         | 1.12          |
| Antônio Tabet      |                 | 1.13          |
| Júlia Rabello      |                 | 1.13          |
| Cecil Thiré        | Sr. Albuquerque | 1.13          |
| Wagner Santisteban | Jorge           | 1.13          |
| 2ª Temporada       |                 |               |
| Munir Pedrosa      | Carlos          | 2.1           |
| Carol Roehrig      | Anna            | 2.1           |
| Leonardo Miggiorin | Léo             | 2.1           |
| Duda Magalhães     |                 | 2.1           |
| Carlos Sato        | Dr. Shang       | 2.1           |
| Cássia Linhares    | Bia             | 2.2           |
| Edson Fieschi      | Sérgio          | 2.2           |
| Hylka Maria        |                 | 2.3           |
| Paulo Adolfo       |                 | 2.3           |
| Jaime Leibovitch   |                 | 2.4           |
| Nica Bonfim        |                 | 2.4           |
| Reynaldo Machado   | Edgar           | 2.4           |
| Adolfo Prado       |                 | 2.4           |
| Rita Fischer       |                 | 2.4           |
| Fernanda Bastos    |                 | 2.4           |
| Analice Croccia    |                 | 2.4           |
| Edson Cardoso      | Bernardo        | 2.5           |
| Yuri Gofman        | Paulo           | 2.5           |
| Guta Ruiz          | Rita            | 2.5           |
| André Cursino      | Gustavo         | 2.6           |
| Tammy Di Calafiori | Samara          | 2.6           |
| Igor Paiva         | Guru            | 2.7           |
| Eline Porto        | Renata          | 2.8           |
| Pedro Nercessian   | Maurício        | 2.8           |
| Daniel Ávila       | Jota            | 2.8           |
| Sílvia Salgado     | Clara           | 2.10-11-12-13 |
| Luiz Guilherme     | Morriz          | 2.10-11-12-13 |
| Karen Junqueira    | Ana             | 2.11          |